# Ichikawa Ebizō
Ichikawa Ebizō (市川 海老蔵?) è il nome d'arte utilizzato da una serie di attori kabuki appartenenti alla famiglia Ichikawa. Sebbene la maggior parte di essi avesse diretti legami di sangue, diversi Ebizō erano in realtà stati adottati dal predecessore. 

Il mon della famiglia Ichikawa.

La linea degli Ebizō è specializzata nell'interpretazione di un certo numero di ruoli rappresentati in una serie di opere chiamata Kabuki jūhachiban ("Le diciotto migliori opere kabuki"), che rappresenta una vera e propria mostra delle specialità della famiglia Ichikawa.
Nell'ambiente del teatro Kabuki, il nome Ebizō è molto famoso e importante e riceverlo è considerato uno dei massimi onori. Per questo, così come accade per altri nomi di scena, esso è formalmente concesso in una cerimonia chiamata shūmei, in cui diversi attori cambiano formalmente il proprio nome. Il nome Ebizō è spesso un nome intermedio nella carriera di un attore della famiglia Ichikawa. Chi lo riceve ha generalmente già avuto altri nomi di scena, quali Matsumoto Kōshirō o Ichikawa Shinnosuke, e riceverà poi il nome di Ichikawa Danjūrō. Quest'ultimo fatto non è però sempre vero, alcuni attori hanno infatti adottato il nome Ebizō successivamente a quello di Danjūrō.
Il simbolo della famiglia Ichikawa, ossa il loro mon, è composto da tre quadrati inseriti l'uno dentro l'altro ed è chiamato mimasu o sanshō (三升?). 

## Linea di successione
Di seguito è riportato l'elenco in ordine cronologico degli attori a cui è stato concesso il nome Ichikawa Ebizō, le date tra parentesi rappresentano il periodo in cui essi hanno portato il nome Ebizō.
- Ichikawa Ebizō I (1673-aprile 1675). Conosciuto anche con il nome di Mimasuya Hyōgo (三升屋 兵庫?) nella sua attività di commediografo, adottò il nome Danjūrō nel 1675, divenendo il primo Ichikawa Danjūrō. È considerato l'inventore dello stile kabuki chiamato aragoto.
- Ichikawa Ebizō II (novembre 1735-settembre 1758). Figlio maggiore di Ebizō I, precedentemente conosciuto come Ichikawa Kuzō I e come Ichikawa Danjūrō II.
- Ichikawa Ebizō III (novembre 1772-marzo 1778). Figlio adottivo, o forse biologico, di Ebizō II,  precedentemente conosciuto come Matsumoto Kōshirō II e come Ichikawa Danjūrō IV.
- Ichikawa Ebizō IV (novembre 1782-ottobre 1791). Figlio di Danjūrō V[2] e nipote di Ebizō III, successivamente conosciuto come Ichikawa Danjūrō VI, morì molto giovane.
- Ichikawa Ebizō V (1797-ottobre 1800, marzo 1832-marzo 1859). Nipote di Danjūrō V, precedentemente conosciuto come Ichikawa Shinnosuke I, Ichikawa Yebizō,[3] e Ichikawa Danjūrō VII, creò la raccolta chiamata Kabuki jūhachiban.[4]
- Ichikawa Ebizō VI (marzo 1825-febbraio 1832). Figlio maggiore di Ebizō V, precedentemente conosciuto come Ichikawa Shinnosuke II e successivamente come Ichikawa Danjūrō VIII, si suicidò ad Osaka.[5]
- Ichikawa Ebizō VII (1874). Terzo figlio di Ebizō V, precedentemente conosciuto come Ichikawa Shinnosuke III.
- Ichikawa Ebizō VIII (1881-novembre 1886). Settimo figlio di Ebizō V, fratello di Ichikawa Danjūrō IX, precedentemente conosciuto come Ichikawa Akanbei, Ichikawa Juzō, Ichikawa Saruzō II e Ichikawa Shinnosuke IV.
- Ichikawa Ebizō IX (maggio 1940-marzo 1962). Figlio adottivo di Danjūrō X, il suo padre biologico fu Matsumoto Kōshirō VII, precedentemente conosciuto come Ichikawa Komazō V e successivamente come Ichikawa Danjūrō XI.
- Ichikawa Ebizō X (novembre 1969-marzo 1985)[6]. Figlio maggiore di Ebizō IX, precedentemente conosciuto come Ichikawa Shinnosuke VI e successivamente come Ichikawa Danjūrō XII, è stato per ora l'ultimo appartenente alla famiglia Ichikawa a cui fosse concesso il nome di Danjūrō.
- Ichikawa Ebizō XI (maggio 2004.presente). Figlio di Ebizō X, precedentemente conosciuto come Ichikawa Shinnosuke VII, è l'attuale portatore del nome Ebizō.